# Stuart Hazeldine
Stuart Hazeldine (10 de junio de 1971 en Surrey, Inglaterra) es un director de cine, guionista y productor británico. 

## Carrera
En 2008 escribió, dirigió y produjo su primera película, el thriller de suspenso Exam, protagonizada por Luke Mably, Colin Salmon y Jimi Mistry. La película fue estrenada en 2009. En 2015 dirigió el drama La cabaña, basada en la novela homónima de William Paul Young. Fue protagonizada por Sam Worthington, Octavia Spencer y Tim McGraw y se estrenó en el 2017.

## Filmografía

### Como guionista
- Riverworld
- The Mutant Chronicles
- The Day the Earth Stood Still
- Knowing
- Exam

### Como director
- Christian (2005)
- Exam (2009)
- La cabaña (2017)[6]